# تاكوما كورودا
تاكوما كورودا (باليابانية: 黒田 拓真) (18 فبراير 1992 في أوساكا في اليابان – )؛ هو لاعب كرة قدم ياباني سابق كان يلعب كلاعب وسط.

## وصلات خارجية
- تاكوما كورودا على موقع رابطة كرة القدم اليابانية للمحترفين (اليابانية)